# 弗拉基米尔·谢尔盖耶维奇·穆拉维约夫
弗拉基米爾·谢尔盖耶维奇·穆拉維約夫（俄语：Влади́мир Серге́евич Муравьёв，1939年2月12日—2001年6月10日）是俄羅斯翻譯家、語言學家、文學評論家。1960年畢業於莫斯科國立大學語言系。1980年代，他與安德烈·基斯佳科夫斯基共同將J·R·R·托爾金的《魔戒》譯為俄文。
除《魔戒》外，穆拉維約夫還翻譯了華盛頓·歐文、歐·亨利、法蘭西斯·史考特·基·費茲傑羅、威廉·福克納等人的作品。他還撰有兩本關於強納森·史威夫特的專著。